# Pokolj u Meji
Pokolj u Meji (albanski Masakra e Mejës) je bilo masovno strijeljanje u kojem je ubijeno 377 albanskih civila koje su srpske snage izvršile kao čin odmazde za petoricu srpskih policajaca koje je ubila Oslobodilačka vojska Kosova. Masakr se dogodio tijekom rata na Kosovu 27. travnja 1999. godine u selu Meja blizu Đakovice na Kosovu. UNHCR objavio je već 30. travnja 1999. da posjeduje jasne dokaze kako su srpske snage u selu Meja ubile veliku skupinu albanskih muškaraca. Većina njih su bili Katoličke vjeroispovjesti. Sve izbjeglice koje su prošle kroz to područje, dolazeći iz različitih dijelova jugozapadnog Kosova, govorile su o tijelima koja leže po jarcima i poljima. Izbjeglice koje bježe s Kosova svjedočile su o nekoliko pokolja koje su počinile srpske snage, ali masovno ubijanje u Meji bio je najveći pojedinačni incident. Glasnogovornica UNHCR-a Lyndall Sachs je rekla da je nezamislivo da bi toliki broj izbjeglica izmislio priču o pokolju.
Pripadnici vojske i policije su na kontrolnom punktu kod Meje izdvajali muške iz izbjegličkog konvoja a njihovim porodicama su naredili da produže prema Albaniji. Izdvojeni muškarci i dječaci su zatim streljani pored puta. To je najveći pojedinačni pokolj rata na Kosovu. Fond za humanitarno pravo registrirao je 377 žrtve tog zločina.

## Povijest
Meja je malo katoličko selo na Kosovu, nekoliko kilometara sjeverozapadno od Đakovice. 21. travnja, tjedan dana prije pokolja, Oslobodilačka vojska Kosova je blizu središta Meje iz zasjede napala vozilo srpske policije. U napadu je ubijeno pet policajaca. Jedan stanovnik iz Meje rekao je istraživačima HRW-a:
Jedan od ubijenih policajaca je bio zapovjednik policije Milutin Praščević, koji je, prema svedočenjima, sa svojim ljudima vršio etničko čišćenje Albanaca u tom području. Ovaj napad se navodi kao vjerojatni motiv za masovna streljanja.

## Progoni
27. travnja ujutro, vladine snage su napale selo Meja bez upozorenja, granatirajući i paleći kuće. Policija i paravojne jedinice su prodrle u selo i natjerale stanovništvo u blizinu škole. Iz mase mještana su izdvojili između 100 i 150 muškaraca starosti od 15 do 50 godina. Oni su kasnije podjeljeni u grupe od po 20 i strijeljani iz automatskog oružja, s „kontrolnim“ pucnjem u glavu.
Istovremeno, rano jutro istog dana, specijalna policija i paravojne jedinice, zajedno s VJ, sistematski su protjerivali kosovske Albance iz područja između Đakovice i Junika, u blizini granice s Albanijom. Počevši od šest sati ujutro, snage sigurnosti prisilno su protjerivale stanovnike sljedećih sela: Pacaj, Nivokaz, Dobraš, Šeremet, Jahoc, Ponoševac, Racaj,Dolosaj,Ramoc, Madanaj i Orize. Vladine snage su opkolile sela, okupile stanovnike i protjerale ih putem prema Đakovici, neke u traktorskim prikolicama, neke pješke. Mnoga sela su sistematski spaljivana. Prema svedočenjima, prilikom spaljvanja kuća je korišten i bacač plamena.
Jedna devojka od 19 godina, porijeklom iz Oriza, čijeg su oca sljedećeg dana oteli u Meji, ispričala je istraživačima HRW-a:
Mještani iz čitave oblasti primorani su da krenu putem za Meju. Policija Srbije je postavila kontrolnu točku u Meji na kojem je dočekivala izbjeglice iz okolnih sela. Mnogi policajci imali su crne maske. Na kontrolnoj točki u Meji policajci i vojnici su sistematski pljačkali protjerane mještane. Mnoge izbeglice su policajci pretukli i prijetili im smrću ako ne daju novac i dragocijenosti. Ovo je ispričala jedna žena od 36 godina:
Nakon pljačkanja, snage sigurnosti su iz kolona izdvajale muškarce. Jedan mladić od 19 godina koji je u Meju stigao između 10 i 11 sati daje sljedeći opis događaja:
Izbeglice koje su putovale kroz Meju toga dana potvrdile su da su policajci izvodili iz konvoja muškarce od četrnaest do šezdeset godina. Jedna žena je izjavila da su njenog muža skinuli s prikolice i priključili grupi Albanaca koji su stajali kraj puta. Terali su ih da viču: “Živjela Srbija! Živio Milošević!” Druga svjedokinja je videla kako su iz kola izvukli njenog četrdesetdvogodišnjeg oca i zadržali ga s grupom od oko 300 drugih muškaraca koji su bili izdvojeni iz konvoja i premlaćivani u kanalu pored puta.
Izbjeglice koje su prošle kroz Meju između podneva i 15:00 prijavile su da su vidjele veliki broj muškaraca koje je uhapsila policija, čak stotine. Jedan svedok (38), učitelj koji je prošao kroz Meju oko 23:00, rekao je istražiteljima HRW-a:
Drugi svedok s kojim su istraživači HRW-a odvojeno razgovarali ispričao je sličnu priču, dodavši da je grupa muškaraca klečala s rukama na leđima, opkoljena vojnicima.
Istraživači Human Rights Watch-a, koji su rano ujutru 28. travnja dočekali izbjeglice s Kosova na graničnom prijelazu Morina, su vidjeli traktore s prikolicama na kojima su bile samo žene, djeca i starci. Ray Wilkinson, suradnik UNHCR-a, koji je na granici dočekivao izbjeglice, rekao je da je tog dana oko šezdeset traktora prešlo u Albaniju, i da je šest od sedam ljudi izjavilo da su s njihovih vozila skinuti neki ljudi.

## Strijeljanja
Istraživači Human Rights Watch-a su saznali za masakr rano ujutru 28. travnja, kada su prestrašene izbjeglice s Kosova ušle u Albaniju preko graničnog prelaza Morina. Izbeglice koje su stizale tijekom dana prijavile su da su vidjele muškarce postrojene duž puta u Meji. Izbjeglice koje su stigle te večeri, kao i narednih dana, su tvrdile da su vidjele veliki broj leševa pored puta u selu.
Izbjeglice koje su oko podne prolazile kroz Meju tvrde da su vidjele mrtve ljude kraj puta. Jedna djevojka od 18 godina, koja je prošla kroz Meju u to vrijeme, tvrdi da je s desne strane puta videla petnaest leševa: 
Još jedna žena, koja se zatekla u Meji oko 13:00, ispričala je:
Mladić (18) i djevojka (19), s kojima su istraživači HRW-a zajedno razgovarali, prošli su kroz Meju pješice oko 17:30 sati. Rekli su da su vidjeli veliku gomilu tijela na oko tri metra od puta u središtu sela, s desne strane. Tijela, nabacana na gomilu, zauzimala su površinu od oko 12 puta 6 metara, a gomila je bila visoka oko metar i pol. Svjedoci su izjavili da su bili preplašeni i da ih je policija požurivala, što ih je spriječilo da pažljivije prebroje tijela ali procjenjuju da ih je bilo oko 300. Djevojka je ispričala:
Popodne 27. travnja, kada su pripadnici policije i VJ zaustavili drugi konvoj na kontrolnoj točki blizu Meje, svjedok je vidio oko 200 tijela kako leže pored puta. Pripadnici policije i VJ su iz tog izbjegličkog konvoja izdvojili sedam muškaraca iz Ramoča i naredili ostatku kolone da krene dalje. Poslije nekoliko minuta čuli su se pucnji. Drugi svedok je rekao da je osmero ljudi bačeno u kanal.

## Žrtve
Prema dokumentaciji Međunarodnog odbora Crvenog križa prijavljeno je da su 282 muškarca oteta u Meji, i oni su se nakon rata vodili kao nestali.
Fond za Humanitarno pravo napravio je dosad najopsežniju istragu koristeći izjave svjedoka i članova porodice, transkripte i dokaze sa suđenja Međunarodnog suda za ratne zločine počinjene na području bivše Jugoslavije, dokumentaciju sa srpskih suđenja za ratne zločine, izvještaje međunarodnih organizacija, potvrde o smrti, medicinsku dokumentaciju, fotografije žrtava i drugih članaka. Sveukupno, zabilježio je 294 ubijenih ili nestalih osoba u Meji.
Nakon zločina je pronađeno svega nekoliko tijela. Neke od leševa su pokupili čistači ulica. Šef gradske čistoće Faton Pološka je izjavio da su komunalni radnici uklonili oko trideset leševa iz Meje. Bilo je više prijavljenih ubojstava, ali se ne zna gdje su njihova tijela.
Istraživači Human Rights Watcha su posjetili Meju 15. lipnja, nakon što je KFOR ušao na Kosovo, i vidjeli su posmrtne ostatke nekoliko muškaraca u fazi raspadanja, spaljena dokumenta, osobne stvari koje su pripadale ubijenima i prazne čahure od metaka. Leševi su se nalazili na polju, pored puta koji prolazi kroz Meju.
Na malom katoličkom groblju pokopani su ostatci četiriju muškaraca iz sela koji su poginuli u masakru.
Nakon pada Miloševićevog režima u Srbiji, otkriveno je da su tijela albanskih civila ubijenih u Meji i Suvoj Reci u organizaciji MUP-a Srbije kamionima odvezeni na teren Centra za obuku Specijalnih antiterorističkih jedinica “13. maj” u Batajnici, i pokopana u masovne grobnice.

## Istraga
Jedna svjedokinja, kojoj su odveli oca na strijeljanje, dala je sljedeći opis počinitelja:
Druga svjedokinja je na sličan način opisala srpske snage koje su odvajale ljude u Meji:
Prema svedočenju bivšeg službenika VJ Nike Peraja pred Međunarodnim sudom, u vojnom izvještaju koji je vidio stajalo je da je u Meji ubijeno 68 a u Korenici 74 "terorist". On naglašava da je termin terorist korišten za albansko stanovništvo:
Tijekom poslijeratnih istraga u Srbiji, tijela najmanje 287 ljudi koji su u to vrijeme nestali iz Meje i okolnog područja kasnije su nađena u masovnim grobnicama u Batajnici, u blizini Beograda. 2003. posmrtni ostaci 43 Albanaca pronađenih u masovnim grobnicama u Srbiji vraćeni su i pokopani u Meji. 2005. u Meji su pokopana tijela još 21 Albanca čija su tijela vraćena na Kosovo. U presudi ICTY-a iz 2009. navodi se sljedeće:
"Tijekom putovanja snage VJ i MUP su im oduzele osobne dokumente. Stanovnike, kosovske Albance iz sela u općini Đakovica također su u travnju 1999. iz njihovih domova protjerivale vojne i policijske snage, i to naročito tijekom udružene operacije krajem tog mjeseca na području poznatom pod nazivom dolina Reka ili Caragoj. U vrijeme te operacije pripadnici policije i VJ ubili su određeni broj kosovskih Albanaca, a tijela najmanje 287 ljudi koji su u to vrijeme nestali iz Meje i okolnog područja kasnije su nađena u masovnim grobnicama u Batajnici, u blizini Beograda."

## Vanjske poveznice
- Massacre in Meja (Human Rights Watch)
- Refugees speak of slaughter at Meja (BBC)
- Massacre at Meja (Tim Judah)